# 통근형 전동차

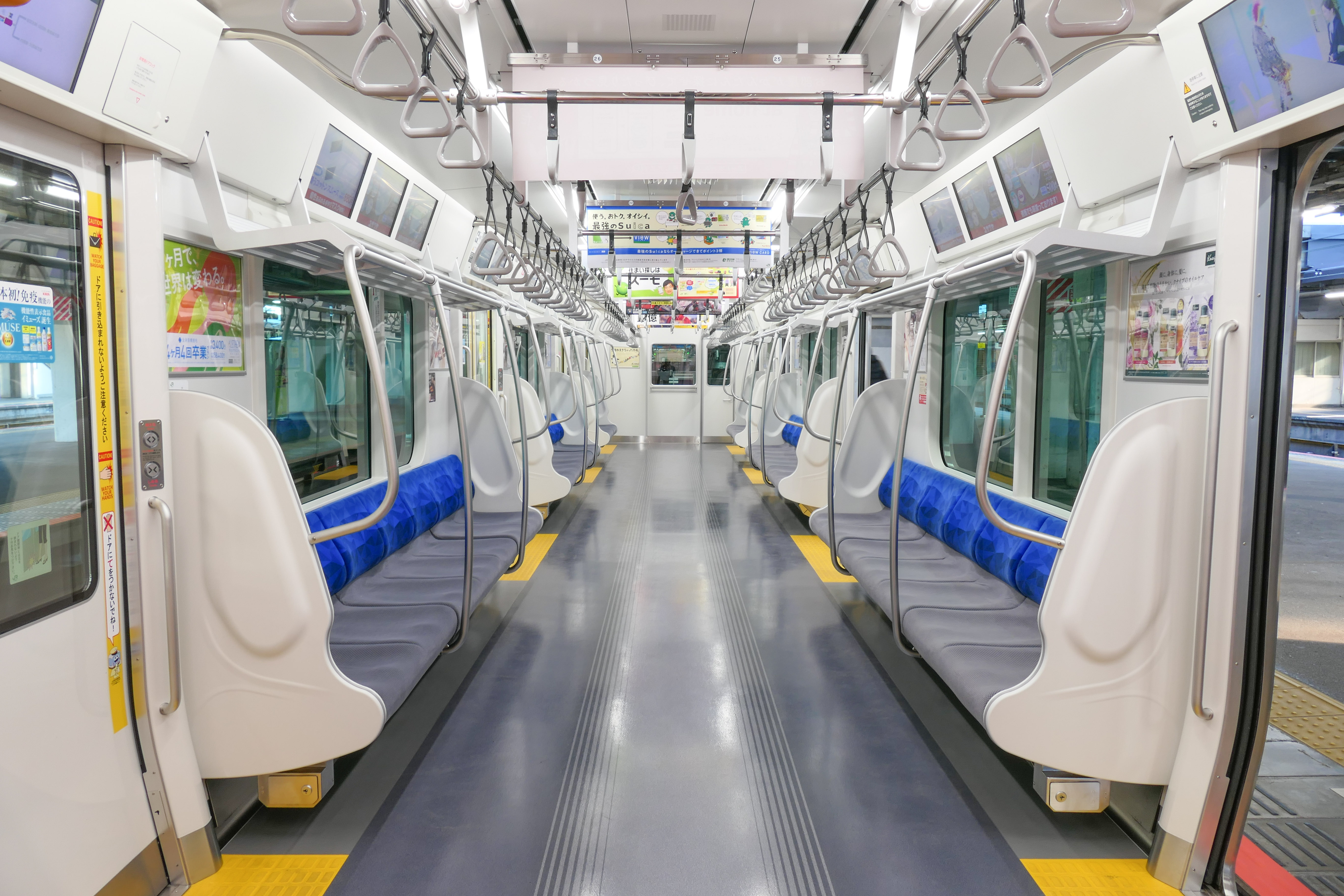
E235계 차내 전경

통근형 전동차(通勤型電動車)는 원활한 이동을 위해 도시 철도나 광역철도에서 운행되는 전기 동력분산식 열차이다. 줄여서 통근열차 혹은 통근전철이라고도 한다.
차량이 모두 롱시트로 다수의 손잡이를 설치하고 있어 좌석 수보다 입석면적 확보를 우선해 러시 수송에 대응하는 경향이 있다. 도어 수도 한쪽 4도어를 기본으로 하여 승강성을 중시한 설계이다. 또한 부산지하철과 같은 3도어 차량도 있다.

## 대한민국의 통근형 전동차
도시 철도나 광역 철도의 개념이 법으로 규정되어 도시 철도는 직류 1,500V를 사용하고, 광역철도는 교류 25,000V를 사용한다. 비록 직결 운행할지라도 최대 2개의 전기 방식을 취하게 된다.

### 용도

#### 도시철도형 전동차
수도권(인천 도시철도 포함), 부산 도시철도(동남권), 대구 도시철도(대경권) 등 각 도시의 도시 철도에서 운행하는 전동차이다. 여기에 속하는 차량은 도시 철도법에 의거, 중전철은 직류 1,500V, 경전철은 직류 750V를 사용한다. 하지만 서울교통공사 1000호대 VVVF 전동차, 서울교통공사 1000호대 저항제어 전동차, 서울교통공사 4000호대 VVVF 전동차처럼 광역철도 구간에서 직결 운행되는 종류도 존재하고, 이들은 교류 전기를 사용하는 광역철도, 도시 철도와의 직결 운행을 위해 직/교류 겸용으로 운행한다.

#### 광역철도형 전동차
수도권과 동남권(부산·울산·경남권), 대경권(대구·경북권) 지역의 광역철도에서 운행하는 전동차다. 이들은 광역철도법에 의거하여, 교류 25,000V를 사용한다. 하지만 한국철도공사 311000호대 전동차, 한국철도공사 341000호대 전동차는 도시 철도와 직결되는 특성상 원활한 운행을 위해 직·교류 겸용이지만, 수인·분당선 구간에서 운행되는 한국철도공사 351000호대 전동차 일부 차량(초창기 도입분 제외)의 경우, 수인선 및 분당선 등 두 노선 간의 상호 직결 운행을 염두에 두고, ATS·ATC 자동 전환 시스템으로 개량한 바 있다.

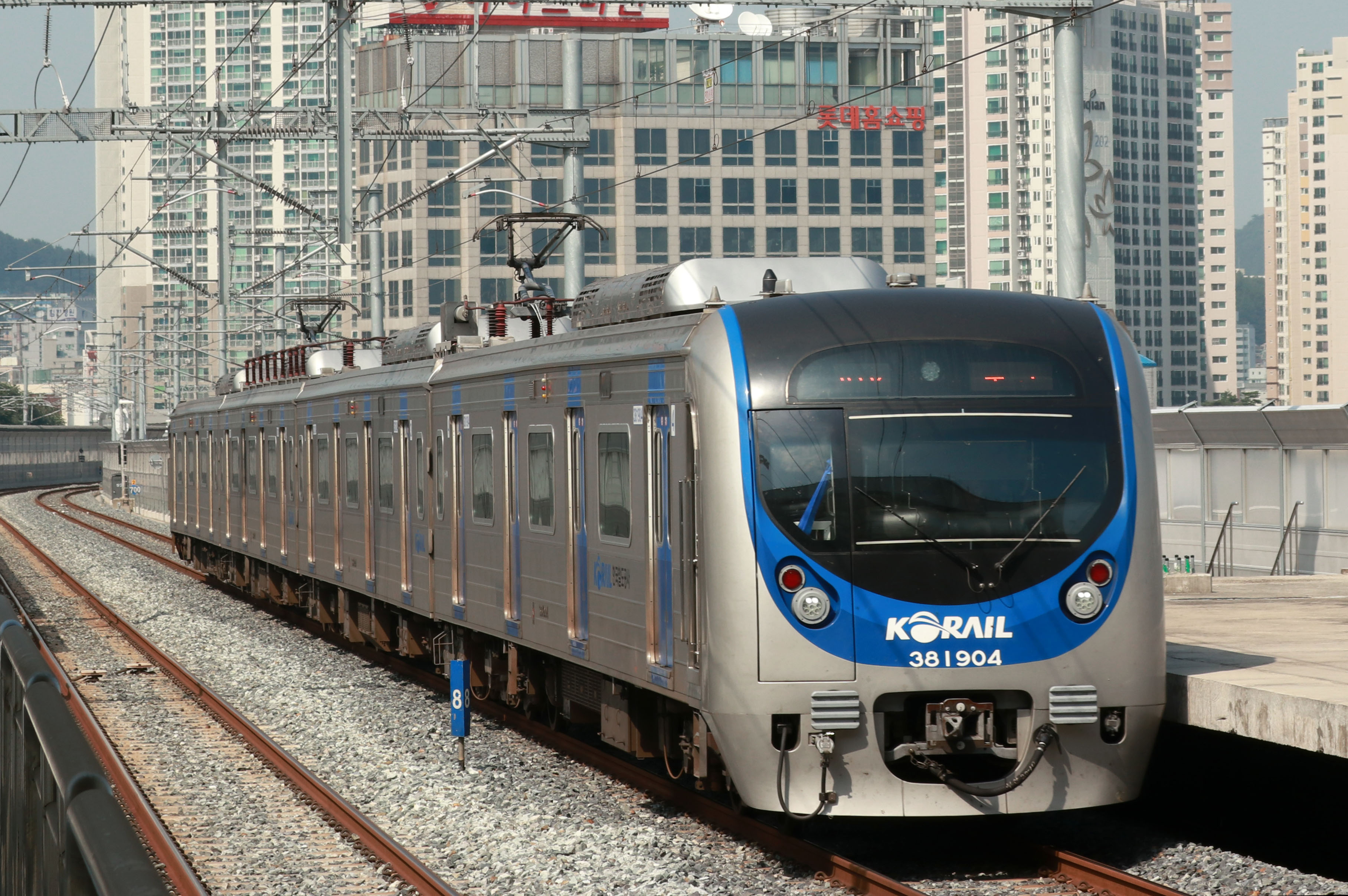
동해선 광역전철 구간을 운행하는 한국철도공사 381000호대 전동차

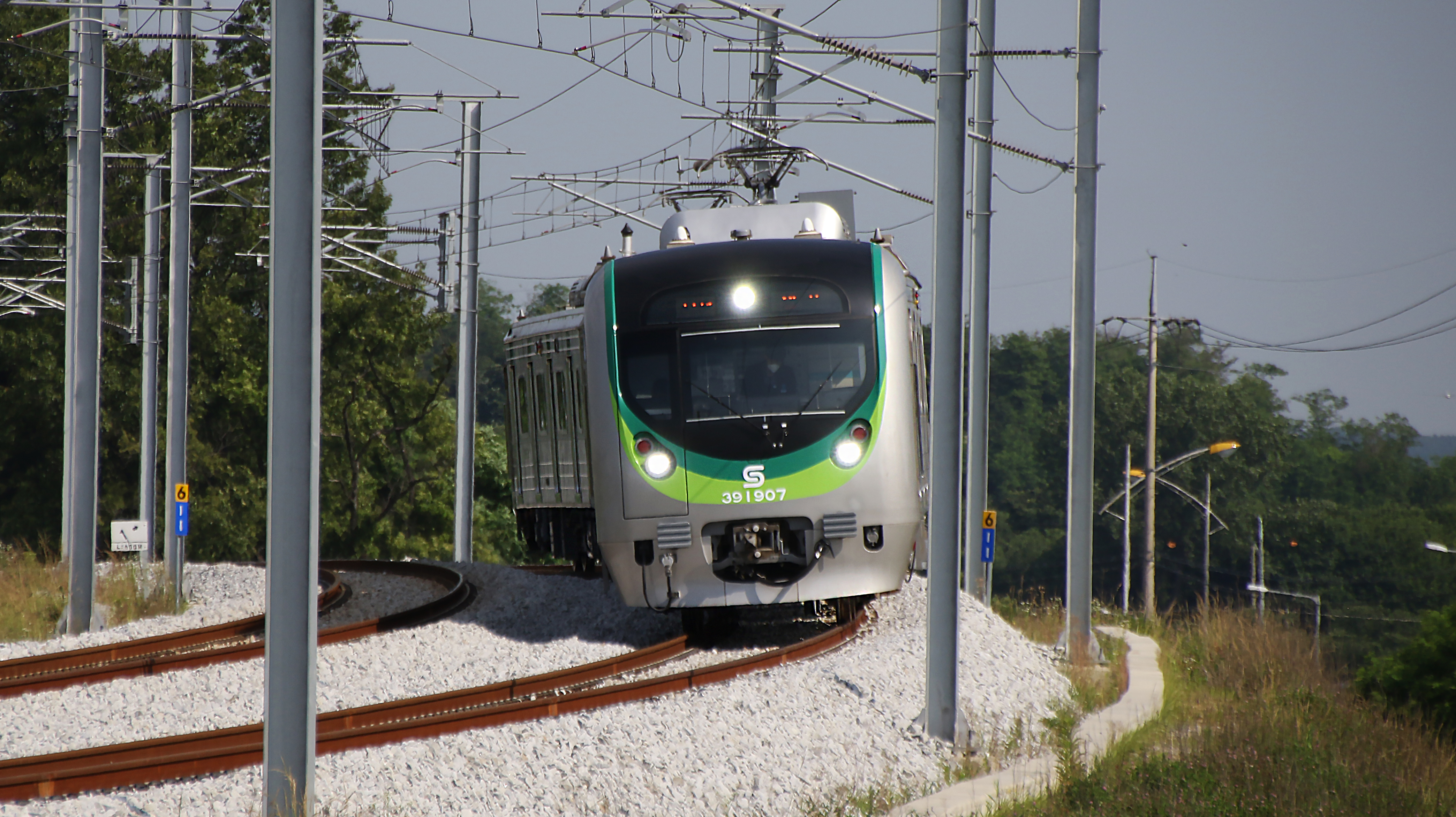
수도권 전철 서해선 구간을 운행하는 한국철도공사 391000호대 전동차

### 사용하는 전장품

#### 저항제어(1세대)
전원 전압과 전기자 역기 전력의 차이 전압을 기동 저항기에 부담시켜 허용 전류 내에서 기동시키는 방식이다. 지하철 건설 당시 최초로 사용한 방식으로 1974년 8월 15일 서울 지하철 1호선 개통과 함께 도입되었다. 현재 운행중인 서울교통공사 1000호대 저항제어 전동차가 유일하다. 차량 노후화의 일환으로, 한국철도공사는 2020년에 퇴역시켰고, 서울교통공사는 2028년까지 이 방식을 사용하는 통근형 전동차들을 모두 점진적으로 퇴역시킬 예정이다.

#### 전기자 초퍼 제어(2세대)
전류의 ON-OFF 반복을 통해 직류, 교류의 전원으로부터 실효가로서 임의의 전압이나 전류를 인위적으로 만들어 내는 전원 회로의 제어 방식으로, 일본의 제도고속도교통영단(현 도쿄메트로)의 도쿄 지하철 6000계 전동차를 기반으로 한다. 1980년 12월 1일까지만 해도 서울 지하철 2호선 개통 당시 저항제어를 사용하였으나, 1983년에 개통한 서울교통공사 2000호대 초퍼제어 전동차 도입과 함께 사용하게 되었다. 1985년에 개통한 서울 지하철 3호선, 서울 지하철 4호선의 경우, GEC 알스톰 전장품을 사용한 초퍼제어 전동차(서울교통공사 3000호대 초퍼제어 전동차)를, 부산 도시철도 1호선은 미쓰비시 전장품을 사용한 초퍼제어 전동차(부산교통공사 1000호대 전동차)를 사용하게 되었다. 서울 지하철 4호선의 전동차는 1994년 4월 1일 과천선 개통과 함께 직결 운행이 개시 됨에 따라, 신형 전동차으로 대체하고 기존 전동차는 2호선, 3호선으로 이적한 이후, 차량 노후화로 인해 2022년에 전량 폐차한 바 있다.

#### 가변 전압 가변 주파수 제어(3세대)
정부 차원의 수도권과 동남권, 대경권 지역을 잇는 광역철도 계획에 따른 국책 사업의 일환으로, 과천선과 분당선이 개통되었고 1996년에 일산선이 개통되었다. 이는 대한민국 지하철 역사에서 큰 변혁을 일으켰다. 과천선, 수인·분당선에 신형 전동차인 한국철도공사 341000호대 전동차, 한국철도공사 351000호대 전동차(초창기 도입분)가 도입되었는데, 이는 일본 고속철도 신칸센 300계 전동차 및 신칸센 500계 전동차, 신칸센 700계 전동차, 신칸센 N700계 전동차 인버터를 기반으로, 대한민국에서 가장 유일무이하게 도입된 가변 전압 가변 주파수 제어(VVVF) 전동차로, 서울교통공사의 2기 지하철(5, 6, 7, 8호선)을 비롯한, 대구 도시철도 1호선, 부산 도시철도 2호선, 인천 도시철도 1호선에서는 독일 지멘스, 프랑스 알스톰, 일본 미쓰비시와 도시바사의 반도체 소자를 기반으로 탑재한 VVVF 전동차를 사용하게 되었다. 하지만 과천선, 분당선의 경우에는 지나친 소음과 잦은 사고, 전력 공급 방식 혼선 문제에 기인하여, 당시 1호선(의정부 - 인천·수원)의 VVVF 전동차의 도입이 늦춰졌다.

## 서양의 통근형 전동차

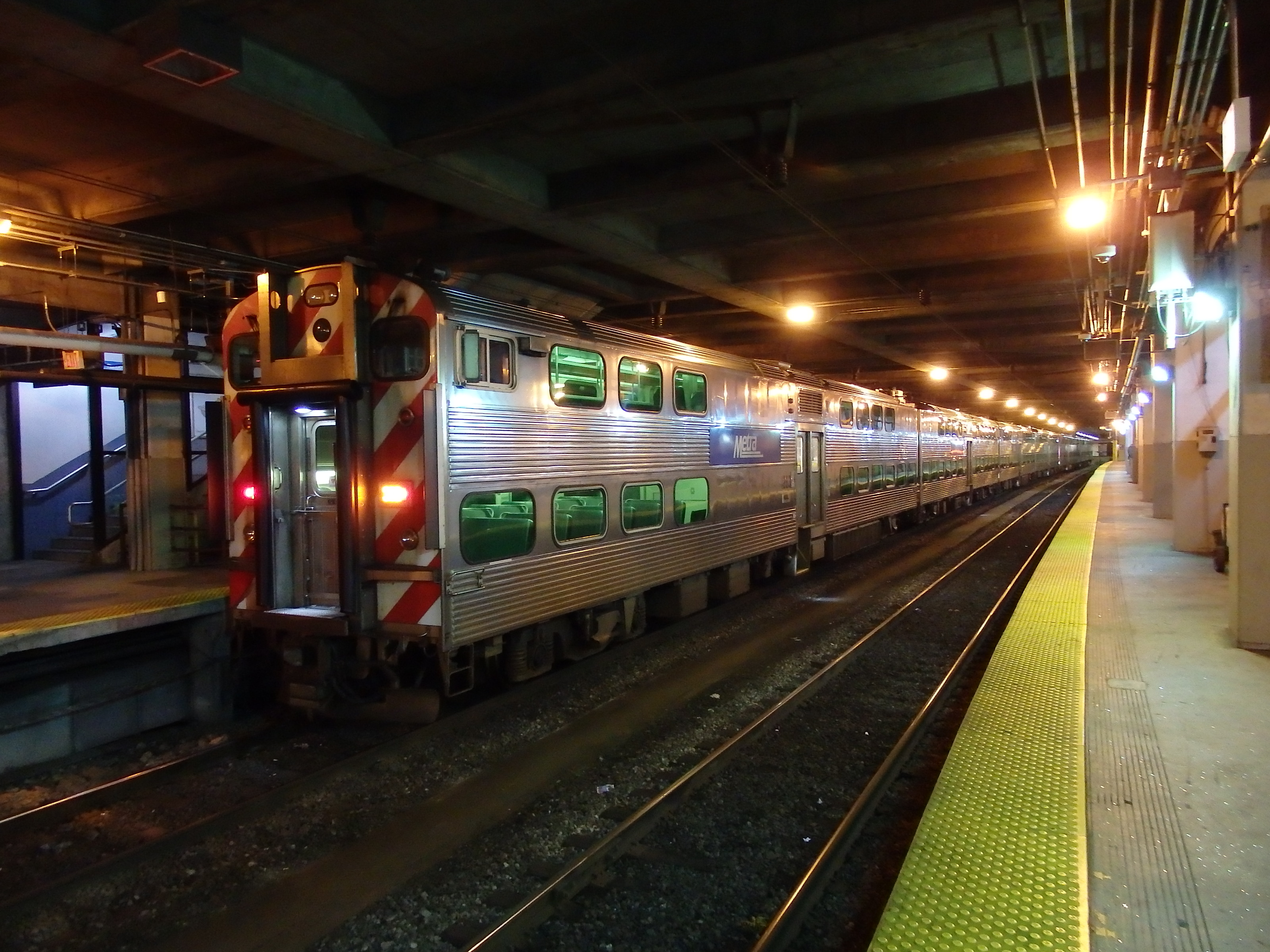
시카고·메트라의 하이라이너 전차

서양에서는 통근은 착석을 기본으로 하고 있기 때문에 2층 차량이 주류이다.다만, 전혀 2층 차량이 달리지 않는 노선도 많이 존재한다.

## 일본의 통근형 전동차

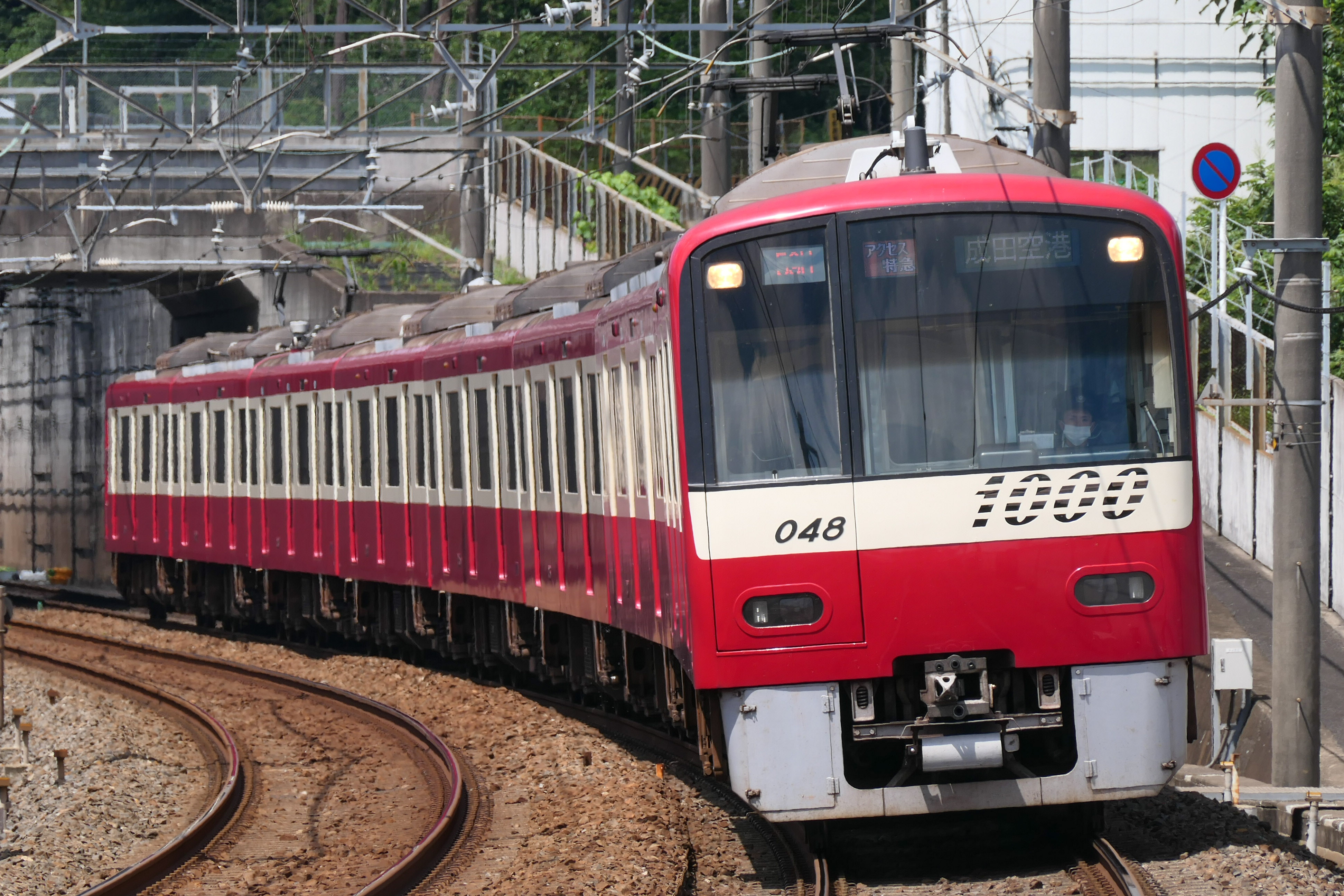
게이큐 1000형

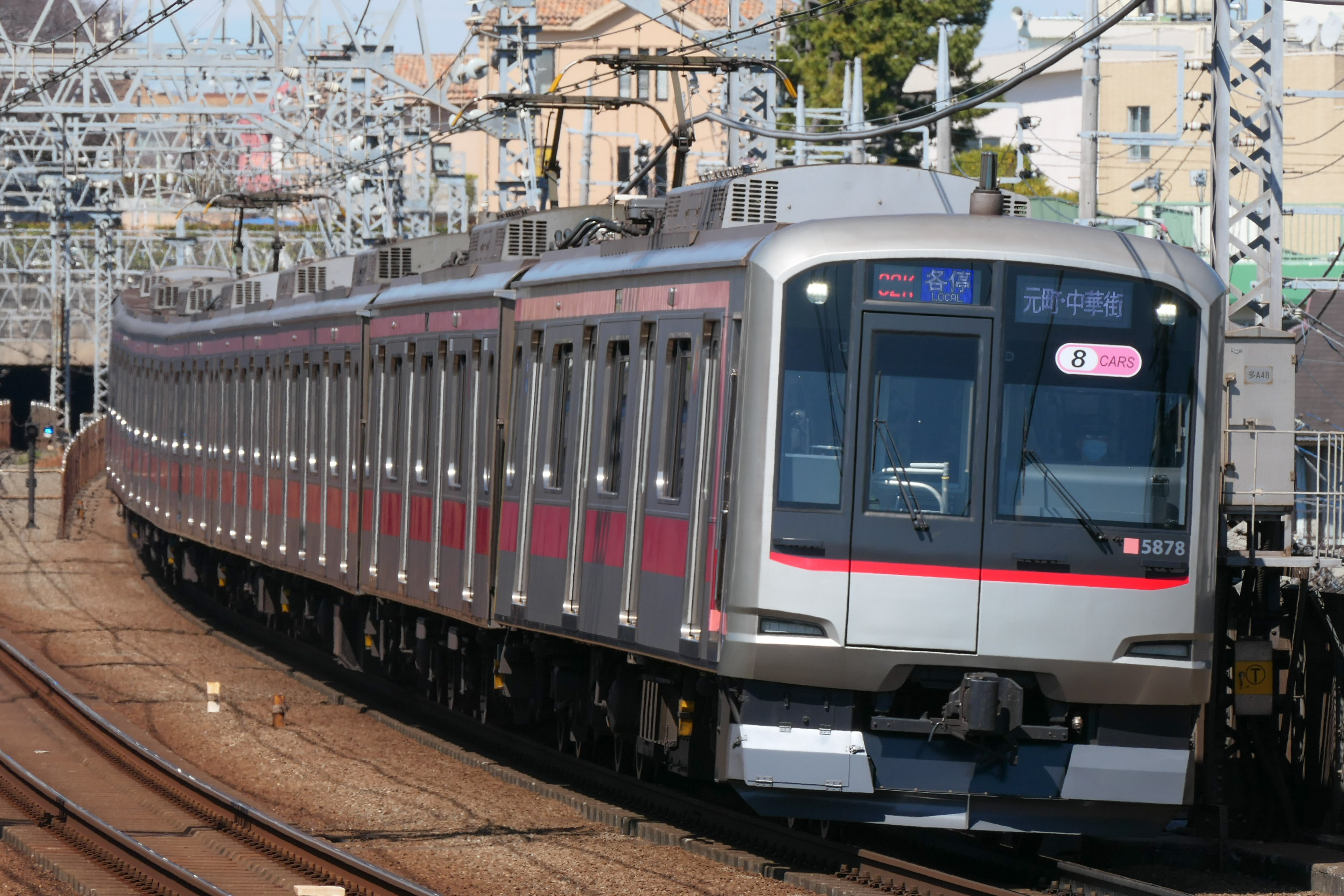
도큐 5050계

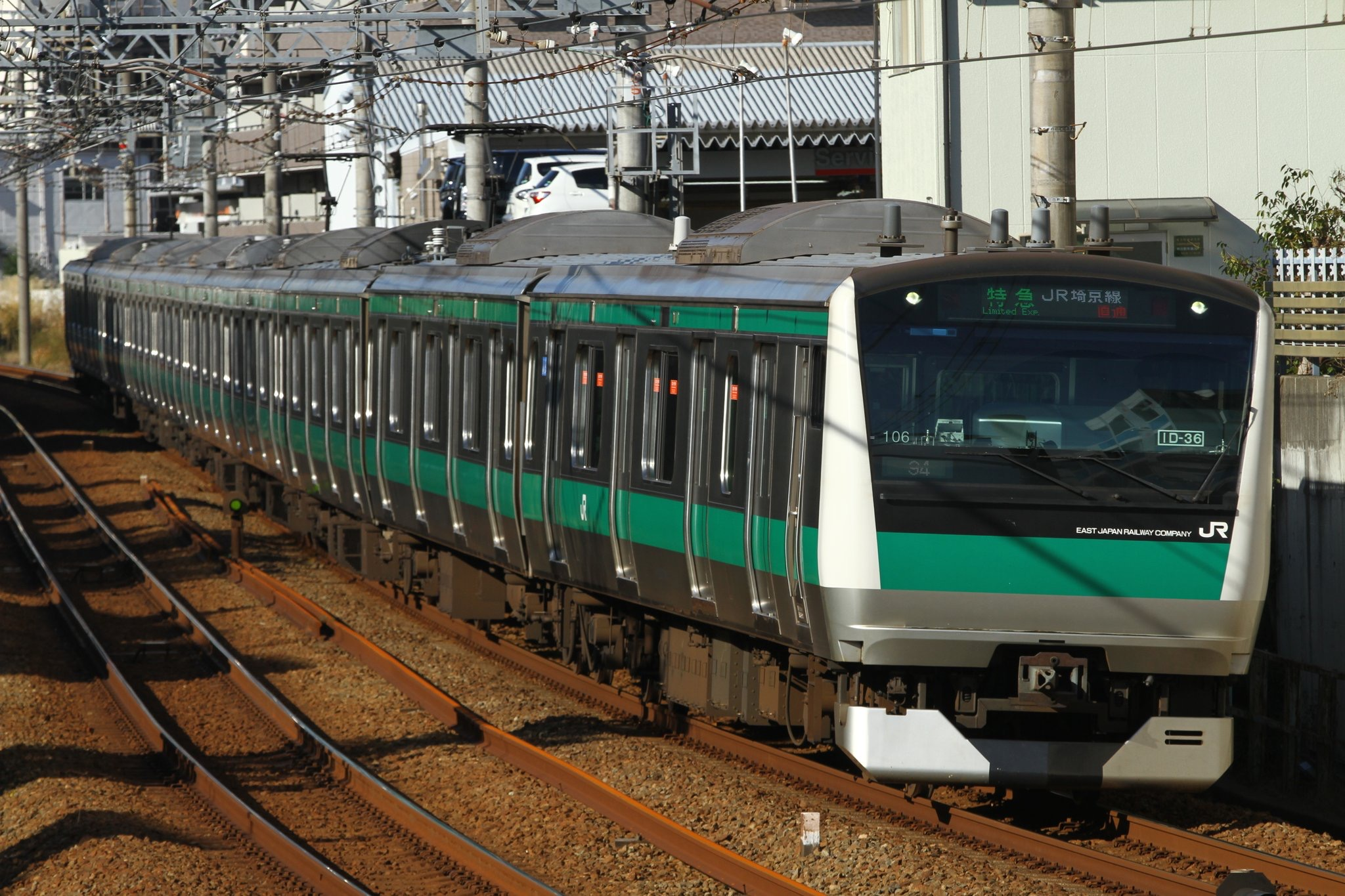
E233계 7000번대 전동차다.

일본의 철도는 대부분 민간 회사가 운영하지만, 전기 방식은 직류 1,500V와 교류 25,000V를 사용하는 것이 일반적이다. 다만 신호 방식이 가지각색이기 때문에 상호 직결용 열차는 2가지 이상의 신호 방식에도 대응하고 있다.

## 대만의 통근형 전동차

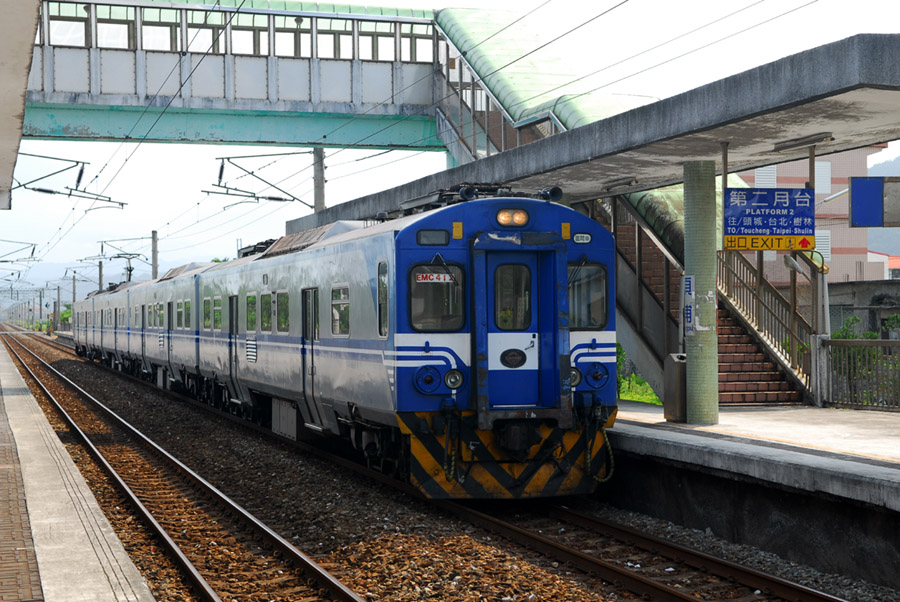
EMU400형

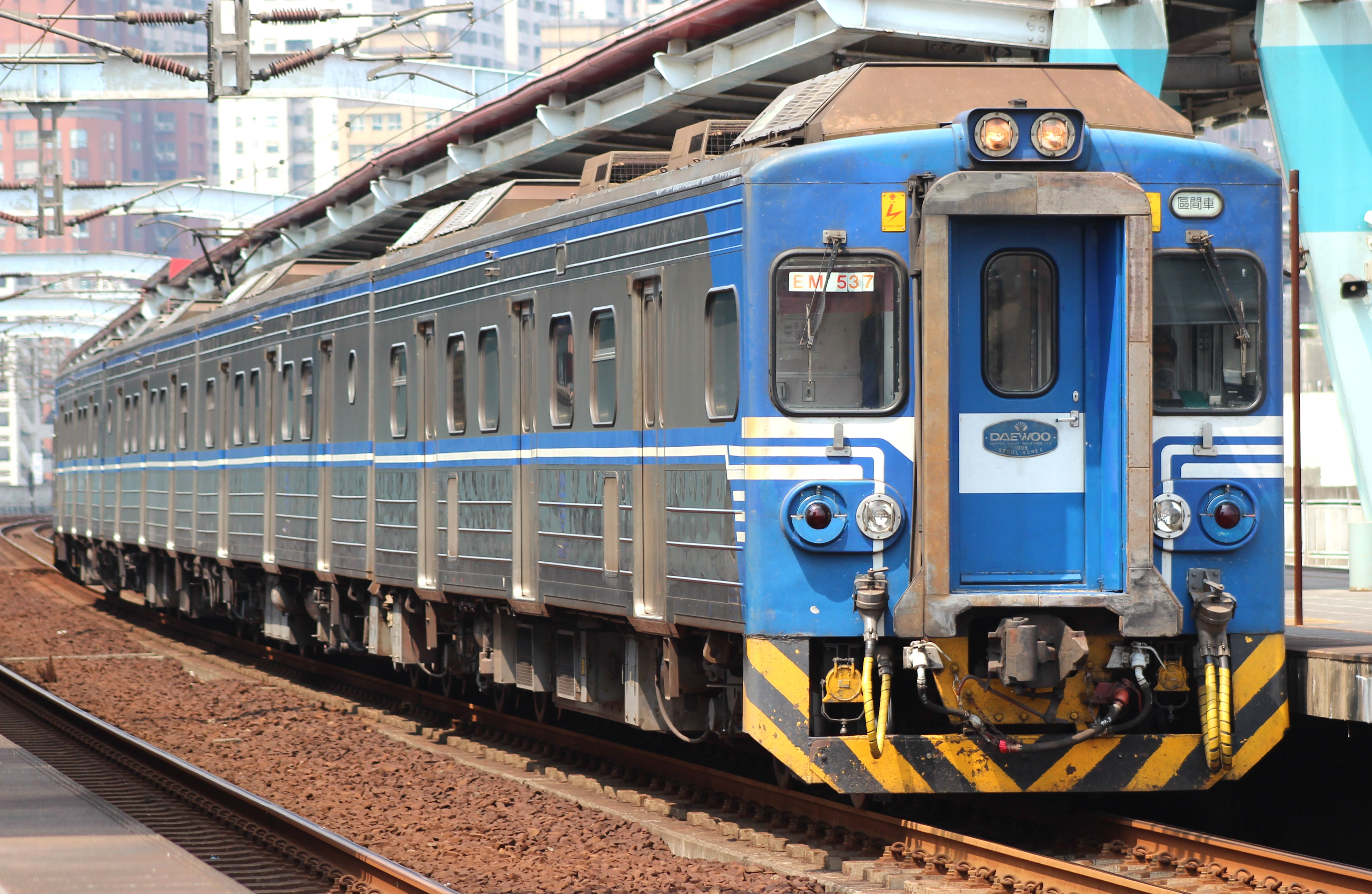
EMU500형

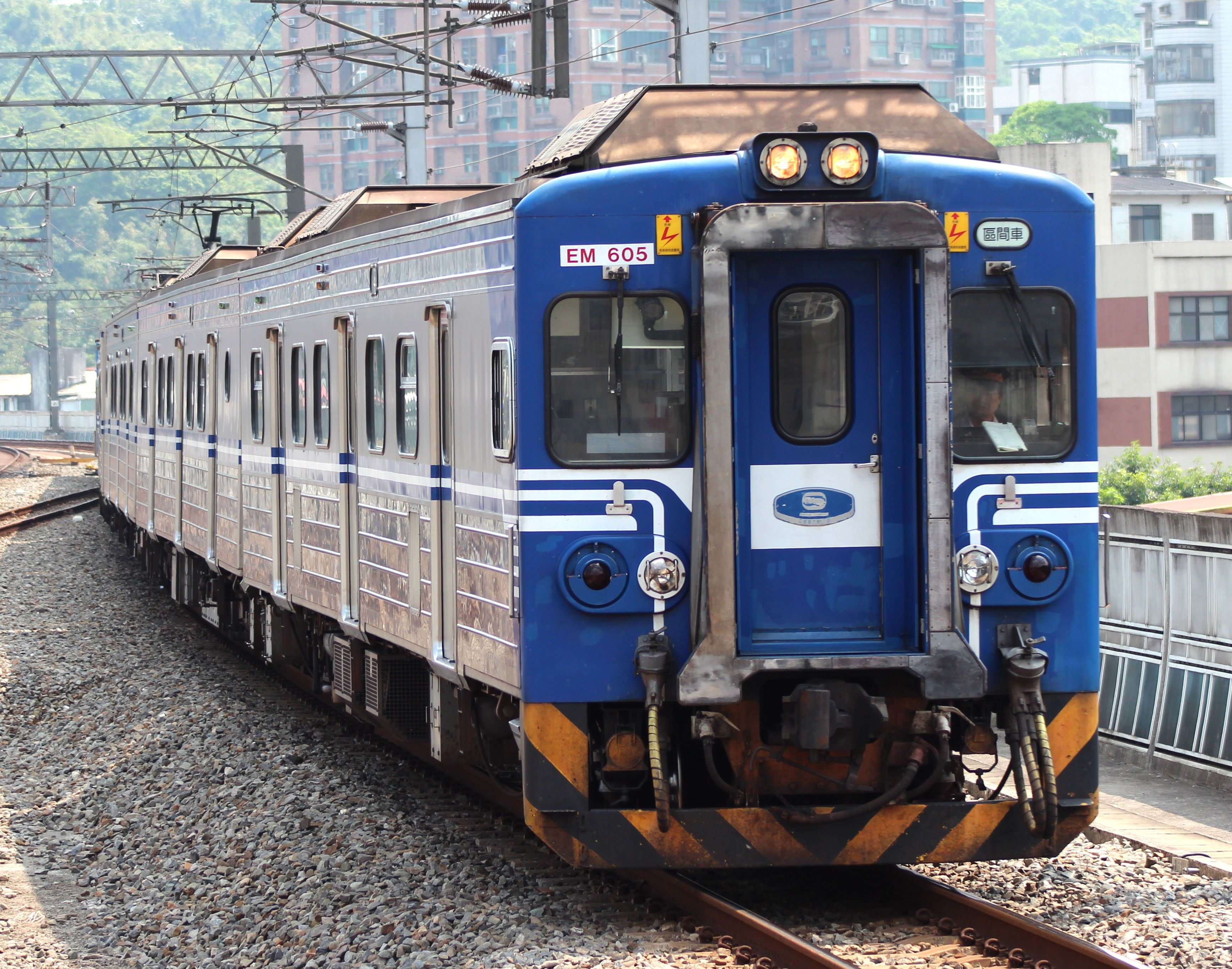
EMU600형

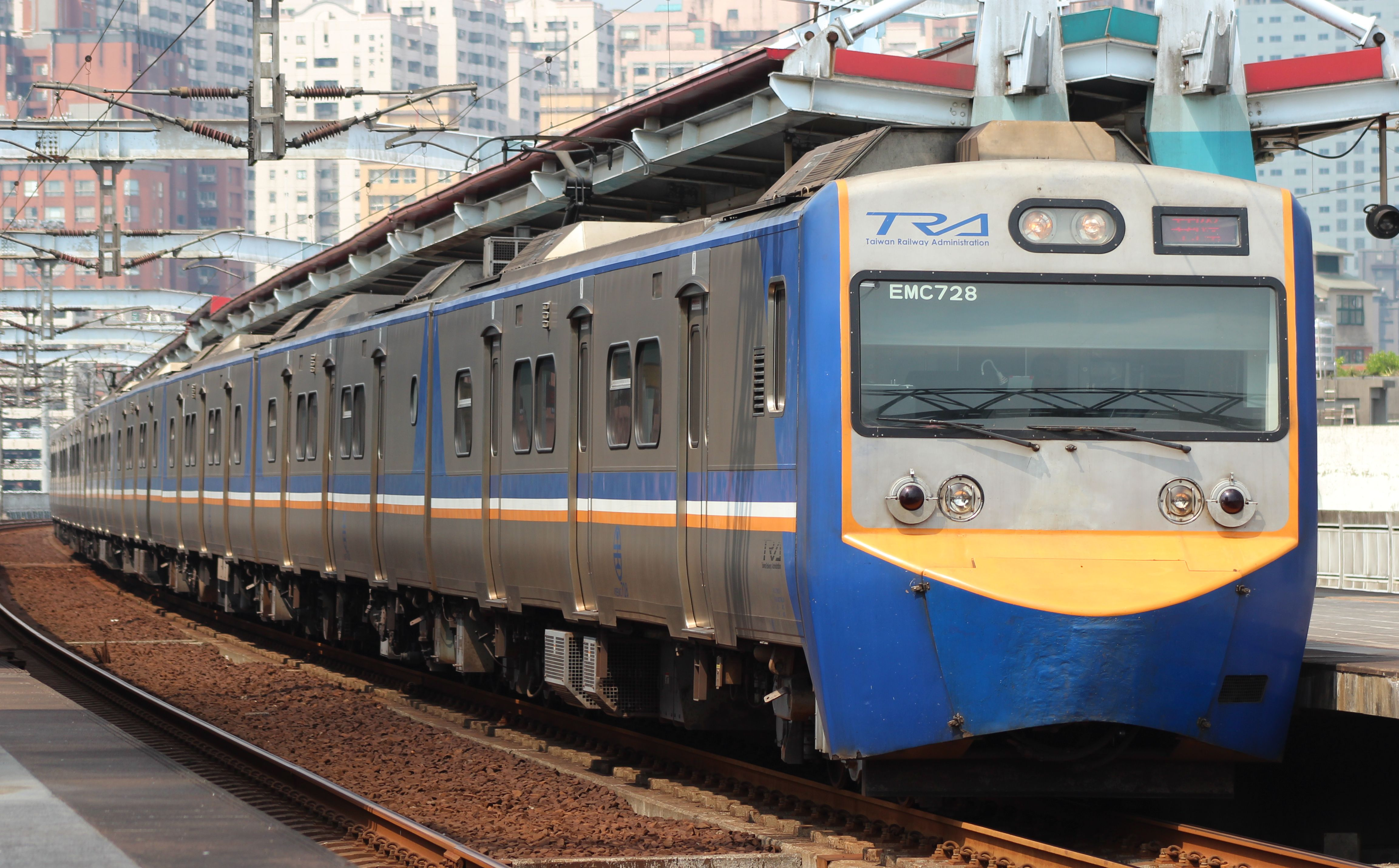
EMU700형

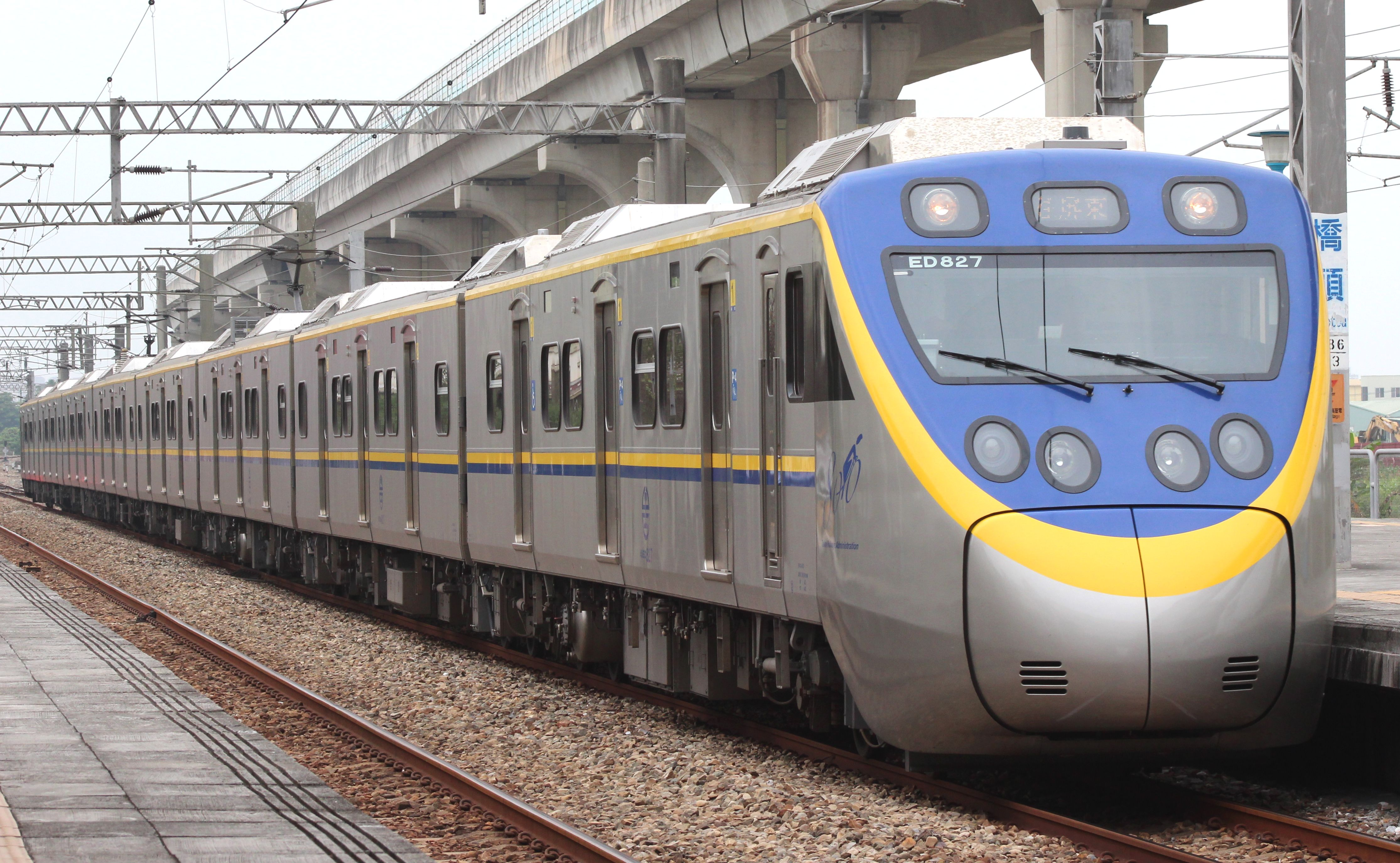
EMU800형

대만의 보통열차는 전철이 끝난 뒤에도 오랫동안 객차가 사용되다 1990년 2도어가면서 롱시트로 한 EMU400형을 도입했다.4량 편성을 기본으로 하고 중간차에는 화장실을 비치한다.EMU500형은 3도어가 되어, 후계 차량인 EMU600형에도 계승되었다.구간 쾌차용 EMU700형은 8량 편성을 기본으로 해, 차내도 세미크로스 시트가 되어, 후계 차량인 EMU800형에도 계승되고 있다.